# Alcorcón
Alcorcón ist eine Stadt im Großraum von Madrid (Spanien), etwa 13 km südwestlich der Hauptstadt. Sie umfasst eine Fläche von 33,7 km² und hat 173.625 Einwohner (Stand: 2024).

## Geschichte
In frühhistorischer Zeit war die Gegend von den keltiberischen Carpetanern besiedelt, ehe sie römisch und dann westgotisch wurde. Über den Ursprung des Stadtnamens gibt es verschiedene Theorien. So gilt eine Herleitung durch das arabische Al-Qadr als möglich, es kommt aber auch die Benennung nach einem Korkeichenwald (span. cornocal) in Frage. Erstmals erwähnt wurde der Ort am 28. Juli 1208. Der Ort blieb lange unbedeutend, bis im 16. Jahrhundert eine Gruppe von Mönchen aus der Gegend von La Rioja eintraf, die die Gebeine des Heiligen Domingo de la Calzada (11. Jahrhundert) mit sich führten und ein Kloster gründeten, das sie Santo Domingo de la Ribota nannten. Die heutige Kirche des Ortes, Santa María la Blanca, wurde gegen Ende des 16. Jahrhunderts begonnen und im 18. Jahrhundert vollendet.

## Wirtschaft und Infrastruktur
In Alcorcón befindet sich die Fakultät für Medizin der Universidad Rey Juan Carlos.
2013 sollen die Bauarbeiten für ein Eurovegas genanntes Objekt mit Spielcasinos der US-Firma Las Vegas Sands beginnen. Das Projekt soll 17 Milliarden Euro kosten und 2017 eröffnet werden. Letztendlich konnte sich der Investor aber nicht mit der Regierung einigen und das Projekt wurde Ende 2013 beerdigt.

## Wappen
Beschreibung: Im goldenen Schild mit einem grünen Berg im Schildfuß sind drei rote Vasen balkenweise geordnet.

## Trivia
Der Ort wird im Text von Baila el Chiki Chiki von Rodolfo Chikilicuatre erwähnt, dem spanischen Beitrag zum Eurovision Song Contest 2008.

## Persönlichkeiten
Aus der Stadt stammen auch eine Reihe von Künstlern, darunter der Komiker Mariano Mariano, Peter Corzo und J. Navaluengas.
- Montserrat Puche Díaz (* 1970), Handballspielerin und -trainerin
- David García (* 2005), Sprinter